# Kök-Dschanggak
Kök-Dschanggak (auch Kökjanggak oder Kök-Dschanggak, kirgisisch Көк-Жаңгак) ist eine Stadt im kirgisischen Oblus Dschalal-Abad mit 12.234 Einwohnern (Stand 2022).

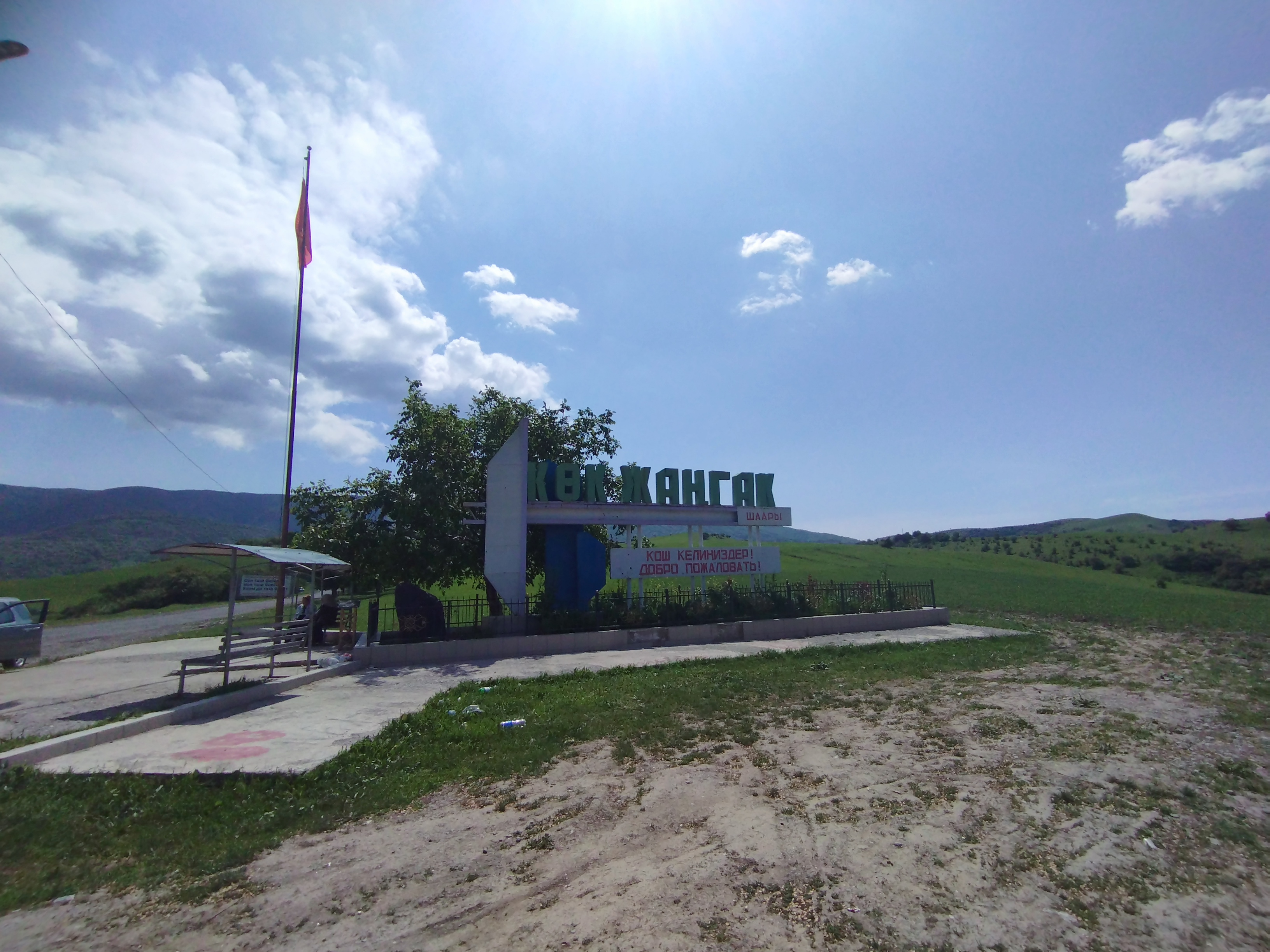
Ortseingang von Kök-Dschanggak

## Geographie
Kök-Dschanggak ist die einzige Stadt des Rajon Susak. Die Stadt liegt an einer hier endenden Bahnstrecke aus Usbekistan über Dschalal-Abad. Des Weiteren führt eine asphaltierte Straße nach Dschalal-Abad. Der Korsontasch, ein linker Nebenfluss des Kökart, fließt durch Kök-Dschanggak. Die Stadt liegt etwa 30 Kilometer östlich der Oblushauptstadt Dschalal-Abad am Südrand des Ferghanagebirges.
Das Klima dort ist im Winter mild (die durchschnittliche Temperatur im Januar beträgt −10 °C) und im Sommer kühl; im Juli beträgt die durchschnittliche Temperatur 20 °C. Die durchschnittliche jährliche Niederschlagsmenge beträgt 450 mm, wobei der größte Teil im Winter und Frühling fällt.

## Geschichte
Kök-Dschanggak wurde 1910 an einer Kohlemine gegründet und erhielt 1943 Stadtrecht. Zuvor existierte seit 1896 ein Dorf etwa 4–5 km entfernt. 1931 wurde die Bahnstrecke Dschalal-Abad−Kök-Dschanggak errichtet, um die Kohle abzutransportieren. 1932 wurde die Kohlemine Kökdschanggak gegründet, und im ersten Jahr wurden nach Plan 160.500 Tonnen Kohle abgebaut. 1979 betrug die Menge 724.000 Tonnen.

## Kultur
Auf dem Stadtgebiet gibt es eine Moschee und eine orthodoxe Kirche. Der Buchbestand der zentralen Stadtbibliothek beträgt 98.199 Exemplare.

## Bevölkerung
| Jahr | Einwohnerzahl |
| ---- | ------------- |
| 1958 | etwa 27.000   |
| 1970 | 16.268        |
| 1979 | 17.281        |
| 1989 | 18.837        |
| 1999 | 10.727        |
| 2009 | 10.451        |
| 2022 | 12.234        |

Quelle: